# فغيدريكسهاون
فغيدريكسهاون بالدانماركية "Frederikshavn" هي مدينة تتبع بلدية فريدريكشافن . وهي عاصمة بلدية فريدريكشافن . بلغ عدد سكانها 23402 نسمة في 2016 .

## مدن توأم
المدن التوأم:
روفانييمي
بريمرهافن

## أعلام
- ميكيل أغارد
- هنريك آي. كريستنسن
- غوستاف نيلسن
- بيتر مولر
- لوته كيارسكو